# Polyvinyl alcohol
Poly (vinyl alcohol) ( còn được gọi là PVOH, PVA, hoặc PVAl ) là một polyme nhân tạo hòa tan trong nước với công thức đơn giản hóa [CH 2 CH (OH)] n . Chất này được sử dụng trong sản xuất giấy, gia keo, làm đặc và ổn định nhũ tương trong các hỗn hợp kết dính PVAc, trong nhiều loại sơn phủ và dùng trong in 3D . Chất này không màu (trắng) và không mùi. Nó thường được sản xuất dưới dạng hạt hoặc dưới dạng dung dịch trong nước.
PVA được sử dụng trong nhiều ứng dụng y tế vì tính tương thích sinh học, ít kết dính protein và độc tính thấp. Các mục đích sử dụng cụ thể bao gồm thay thế sụn, làm kính áp tròng và thuốc nhỏ mắt . Rượu polyvinyl được sử dụng như một chất hỗ trợ trong quá trình trùng hợp huyền phù . Ứng dụng lớn nhất của nó ở Trung Quốc là để dùng như một chất keo bảo vệ để hỗ trợ sự phân tán polyvinyl axetat. Ở Nhật Bản, công dụng chính của nó là sản xuất sợi Vinylon. Loại sợi này cũng được sản xuất ở Triều Tiên vì  không cần dầu để sản xuất. PVA còn được dùng làm phim chụp ảnh.
Ngày nay các polyme dựa trên PVA đang được sử dụng rộng rãi trong sản xuất phụ gia. Ví dụ, các dạng bào chế uống được in 3D có tiềm năng lớn trong ngành dược phẩm. Giờ đã có thể tạo ra các viên nén chứa thuốc với tính giải phóng thuốc tùy biến trong đó PVA là chất kết dính.
Về mặt y học, nó cũng có thể được sử dụng như tác nhân chặn mạch trong phẫu thuật cắt bỏ u xơ tử cung (UFE) 

### Polyvinyl axetal
Polyvinyl axetal được điều chế bằng cách xử lý PVA với andehit tương ứng. Butyraldehyde phản ứng với formaldehyde để tạo ra polyvinyl butyral (PVB) và polyvinyl formal (PVF). Điều chế polyvinyl butyral là hoạt động tiêu thụ rượu polyvinyl nhiều nhất ở Mỹ và Tây Âu.

## Điều chế
khác phần lớn các polyme vinyl, PVA không được điều chế bằng phản ứng trùng hợp trùng hợp monome tương ứng vì monome, rượu vinyl, không bền vì phản ứng đồng phân hóa của nó thành acetaldehyde . PVA được điều chế bằng cách thủy phân polyvinyl axetat, hoặc các polyme khác có nguồn gốc từ vinyl este với các nhóm fomat hoặc cloroaxetat thay vì axetat. Việc chuyển đổi polyvinyl este thường được tiến hành bằng phản ứng transesteri hóa có xúc tác bazơ với etanol:
[CH 2 CH (OAc)] n + C 2 H 5 OH → [CH 2 CH (OH)] n + C 2 H 5 OAc
Tính chất của polyme bị ảnh hưởng bởi mức độ transesterification.
Mức tiêu thụ rượu polyvinyl trên toàn thế giới là hơn một triệu tấn vào năm 2006. Các nhà sản xuất lớn bao gồm Kuraray (Nhật Bản, Châu Âu và Hoa Kỳ) và Sekisui Specialty Chemicals (Hoa Kỳ), với Trung Quốc đồng thời xây dựng nhiều nhà máy sản xuất lớp trong thập kỷ vừa qua và đang hiện cung cấp 45% sản lượng thế giới.

## Cấu trúc và tính chất
PVA là một polime thiếu tính lặp lại cấu trung và thể hiện tính tinh thể  . Xét về cấu trúc vi mô, PVA chủ yếu bao gồm các liên kết 1,3-diol [−CH 2 −CH (OH) −CH 2 −CH (OH) -] với một lượng nhỏ (vài phần trăm) liên kết 1,2-diol [−CH 2 −CH (OH) −CH (OH) −CH 2 -] xảy ra, tùy thuộc vào điều kiện phản ứng trùng hợp của tiền chất vinyl este.
Polyvinyl alcohol có đặc tính tạo màng, nhũ hóa và kết dính tốt. Nó cũng có khả năng chống dầu, mỡ và dung môi . Nó có độ chịu kéo cao và tính mềm dẻo, cũng như các đặc tính ngăn ôxy và mùi cao. Tuy nhiên, những tính chất này phụ thuộc vào độ ẩm : nước hấp thụ ở độ ẩm cao hơn đóng vai trò như một chất hóa dẻo, làm giảm độ chịu kéo của polyme, nhưng lại làm tăng độ giãn nở và độ chịu xé của nó.

## Cân nhắc về an toàn và bảo vệ môi trường
Vì PVA được sử dụng rộng rãi nên độc tính và khả năng phân hủy ngoài tự nhiên của nó đáng quan tâm.Dung dịch chứa đến 5% PVA không có độc với cá. PVA chậm phân hủy trong tự nhiên.